# Odette du Puigaudeau
Pour les articles homonymes, voir Puigaudeau.
Odette Loyen du Puigaudeau, née le 20 juillet 1894 à Saint-Nazaire (Loire-Inférieure) et morte le 19 juillet 1991 à Rabat (Maroc), est une ethnologue française.

## Biographie
Issue d'une famille de la bourgeoisie, fille du peintre de l’École de Pont-Aven Ferdinand du Puigaudeau (1864-1930) — cousin germain de l'écrivain Alphonse de Châteaubriant —, et de Blanche-Henriette-Idalie Van Den Broucke, Odette du Puigaudeau réside à partir de 1908 au Croisic (Loire-Atlantique) dans le manoir de Kervaudu. Enfant unique, elle était instruite à la maison par ses parents. Son père l'éduqua dans l'idée qu'elle était le fils ayant la responsabilité de redorer le blason familial. 
Elle quitte sa famille à l'âge de 26 ans et s'installe à Paris, où elle occupe divers petits emplois tout en nourrissant le désir d'un jour partir vers d'autres horizons pour écrire des grands livres d'histoire.
Elle s'inscrit à la Sorbonne au cours d'océanographie du professeur Jourdin[Qui ?], dans l'espoir d'être engagée au laboratoire marin de Carthage en Tunisie, sans succès.
Elle est ensuite dessinatrice dans les laboratoires du Collège de France, styliste chez Jeanne Lanvin, journaliste à L'Intransigeant et dans des revues féminines, et enfin ethnologue. Elle est alors proche du Parti autonomiste breton et aura pendant toute sa vie des prises de position en faveur de l'émancipation de la Bretagne. 
En 1928, en raison de son attrait pour la mer, elle parvient à se faire engager pendant trois mois comme aide-matelot sur un bateau du Morbihan pêchant des crevettes. En 1929, elle devient à Concarneau l'une des premières femmes à s’embarquer sur des thoniers bretons. Elle y fait deux campagnes de pêches de thon à bord des groisillons Quatre Frères et Laurent-Émiliane. Elle décrit la vie dans les îles bretonnes de l’entre-deux-guerres dans son livre Grandeur des îles. 
Elle expose à la Cité des Livres en 1929 des études de poissons.
À l'âge de 37 ans, elle consulte une voyante qui lui prédit qu'elle fera la rencontre de son âme sœur à travers un magazine. Après sa visite chez cette voyante, elle décide spontanément d'acheter le magazine Eve. Elle se rend ensuite aux locaux du magazine en espérant y trouver au moins du travail. Ce fut Marion Sénones qui l’accueillit, celle qui deviendra sa compagne de toujours.
Sa candidature pour une expédition au Groenland ayant été refusée par le commandant Charcot qui n'accepte pas les femmes à bord, elle découvre par la suite d’autres grands espaces dans le désert du Sahara et jusqu'aux confins de la Mauritanie en 1933 et 1934, sur un dundee de Douarnenez, La Belle Hirondelle, avec sa compagne Marion Sénones, peintre et dessinatrice qui illustrera certains de ses livres.
Débarquées à Port-Étienne après plus de 20 jours de navigation sur le navire breton, les deux femmes entreprirent, entre novembre 1933 et octobre 1934, un premier voyage de 4 500 kilomètres à travers la partie occidentale du Sahara. Elle parcoururent 2500 kilomètres à chameau et 2000 kilomètres en voiture. 
Elle raconte son périple, illustré par Marion Sénones, et ses rencontres avec les tribus mauritaniennes dans son ouvrage Pieds nus à travers la Mauritanie, grand prix de l'Académie française en 1936. Elle reçoit également grâce à ce livre le Prix Anaïs Segalas en 1937. Ce livre aborde la première partie de leur périple au sud de la Mauritanie, comprenant les régions du Trarza, Brakna et Assaba. La seconde partie du voyage, qui débute en juillet 1934 et est relatée dans son livre La Grande foire aux dattes, publié en 1937.
Les deux femmes entreprirent un second voyage dans la même région entre décembre 1936 et janvier 1938. Ce voyage forme presque une boucle divisée en trois étapes, comme raconté dans les livres La Route de l'Ouest (1945), Tagant (1949) et Le Sel du Désert (1940). La Route de l'Ouest relate le trajet depuis le sud Marocain jusqu'à l'Adrar, tandis que Tagant raconte le chemin parcouru de l'Adrar au Tagant. Enfin Le Sel du désert raconte le chemin parcouru du Tagant à Tombouctou ainsi que la remontée de Tombouctou à Tindouf par les salines de Taoudéni.
A la fin de l'année 1938 elle reçoit le prix Gourdon de Genouillac ainsi que la médaille Duchesne-Fournet.
Fondatrice en août 1940 à Paris du Service féminin français, elle assure à partir de cette date des missions de préhistoire et d'ethnographie pour divers ministères et sociétés savantes.
Elle repart en expédition en Mauritanie et dans les pays environnants entre décembre 1949 et septembre 1951 avec l’appui du Ministère de la France d’Outre-mer et un quatrième en janvier-février 1960. Cependant, du fait de ses prises de position politiques en faveur de la décolonisation, elle doit affronter l’hostilité croissante des autorités coloniales.
Elle aura parcouru en tout, en trente ans, plus de 15 000 kilomètres dans le Sahara, en rapportant une moisson considérable de documents, qui lui servirent pour écrire de nombreux articles et livres. 
Elle s'établit à Rabat en 1961, où elle réalise pour la radio des émissions culturelles de 1961 à 1962, et est documentaliste au ministère de l'Information en 1963, et chef du bureau de préhistoire au musée archéologique de Rabat de 1970 à 1977.
Odette du Puigaudeau a écrit huit livres, de nombreux articles et un traité sur le peuple maure. Son travail ethnographique, scientifique et littéraire est un hommage aux peuples du Sahara occidental.
Ses archives, qu'elle donne à la Société de géographie en 1987 et en 1991, sont conservées à la Bibliothèque nationale.

## Hommages
À l'occasion du 27e anniversaire de son décès, le Conseil national des droits de l'homme et le Centre des études sahariennes de l'Université Mohammed V ont rendu hommage à cette figure de la vie intellectuelle rabatie à l'occasion d'un cycle de conférences organisé le 19 juillet 2018 à la BNRM.
En outre, l'école française de Dakhla, affiliée au réseau scolaire de la Mission laïque française, porte le nom d'école Odette du Puigaudeau.

## Publications

### Ouvrages
- Pieds nus à travers la Mauritanie, préface du général Gouraud, Plon, 1936 ; Phébus, 1992, prix Anaïs-Ségalas de l'Académie française en 1937.
- La grande foire aux dattes, Plon, 1937, prix la Société des gens de lettres.
- Le sel du désert, éd. P. Tisné, 1940 ; Phébus, 2001.
- La route de l'Ouest (Maroc-Mauritanie), éd. J. Susse, 1945, prix Lange de l’Académie française en 1946.
- Grandeur des îles, Julliard, 1946 ; Julliard 1989 ; Payot 1996 (préface de Monique Vérité) [lire en ligne].
- Mon ami Rachid, Guépard, Albin Michel, 1948.
- Tagant, Julliard, 1949 ; Phébus 1993.
- La piste Maroc-Sénégal, Plon, 1954.
- Le passé maghrébin de la Mauritanie, Rabat, ministère d'État chargé des Affaires islamiques, 1962.

### Articles
- « J'habite une péniche... », L'Intransigeant, no 18674,‎ 6 décembre 1930, pp. 1-2 (lire en ligne)
- « Les Îliennes », La Femme de France, no 947,‎ 2 juillet 1933, pp. 13-14 (lire en ligne)
- « L'Île des sauveteurs », L'Ouest-Éclair, 2-3-4-5 août 1933 [lire en ligne] [lire en ligne] [lire en ligne] [lire en ligne]
- « Groix la perle d'Armorique », L'Ouest-Éclair, 14-15 août 1933 [lire en ligne] [lire en ligne]
- « Ouessantines », Hebdo, no 19,‎ 18 août 1933 (lire en ligne)
- « Ouessant, l'île méconnue », L'Ouest-Éclair, 23-24-25 août 1933 [lire en ligne] [lire en ligne] [lire en ligne]
- « La Louve de St-Cunwal », L'Ouest-Éclair, no 13563,‎ 25 décembre 1933, p. 7 (lire en ligne)
- « Madame Marie-Édith de Bonneuil, nomade », Les Dimanches de la femme, no 655,‎ 23 septembre 1934, p. 11 (lire en ligne)
- « Mauritanie 1935 », L'Afrique française, no 9,‎ septembre 1935, pp. 550-555 (lire en ligne)
- « Coquetteries Sahariennes », Vogue,‎ 1er mars 1936, pp. 26-27 (lire en ligne)
- « Du Maroc au Tagant », Le Monde colonial illustré, no 170,‎ août 1937, p. 73a (lire en ligne)
- « En Mauritanie », Le Monde colonial illustré, no 179,‎ mai 1938, pp. 96-97 (lire en ligne)
- « La Grande peine des paludières », L'Ouest- Eclair,‎ 25 septembre 1939, p. 5 (lire en ligne)
- « MZAB 1942 », Paris-midi, no 5101,‎ 2 juillet 1942, p. 2 (lire en ligne)
- « Îliennes », Bravo,‎ janvier 1944, p. 15 (lire en ligne)
- « La Mauritanie », France-Illustration, no 123,‎ 7 février 1948, pp. 143-146 (lire en ligne)
- « Sein, l'île aux yeux verts : II. Servantes de l’Île - Conquérants de la mer », L'Ouest-Éclair, no 13824,‎ 12 septembre 1934, pp. 1-2 (lire en ligne)

#### Ouvrages
- Monique Vérité (sous la direction de Denise Brahimi), Odette du Puigaudeau, voyageuse, athnologue, écrivain (Thèse), 1985
- Monique Vérité, Odette du Puigaudeau, une Bretonne au désert, Jean Picollec, 1992  (ISBN 2-86477-119-5).
- Jeanne Sébastien, Des chameaux et des hommes : les voyages d'Odette du Puigaudeau en Mauritanie (1933-1961) [ (Thèse), Paris, École national des chartes, 2019, 540 p. (lire en ligne)
- Catherine Faye et Marine Sanclemente, L'Année des deux dames, Paris, Paulsen, 2020 (ISBN 978-2-375-02102-6)

#### Articles
- ph. m., « Odette du Puigaudeau », La Semaine à Paris, no 347,‎ 18 janvier 1929, p. 29 (lire en ligne).
- Sevellec, « A bord d'un langoustier douarneniste », L'Ouest-Éclair, no 13537,‎ 29 novembre 1933, p. 5 (lire en ligne).
- Auteur inconnu, « 4.500 kilomètres à travers la Mauritanie », L'Ouest-Éclair, no 13867,‎ 25 octobre 1934, p. 3 (lire en ligne)
- Auteur inconnu, « Le Sahara au musée de la France d'Outre-Mer », La chronique Coloniale, no 5,‎ 15 mars 1936, p. 78 (lire en ligne)
- Denise Moran, « Deux femmes seules en Mauritanie », La Lumière, no 465,‎ 4 avril 1936, p. 7 (lire en ligne)
- Suzanne Normand, « Ce que femme dit... », Marianne, vol. 199,‎ 12 août 1936, p. 8 (lire en ligne)
- Les Aiguazils, « Pluie académique », Figaro, no 211,‎ 30 juillet 1937, p. 2 (lire en ligne).
- Auteur inconnu, « Deux jeunes Françaises ont parcouru 6.500 kilomètres à travers le Sahara », Ce Soir, no 335,‎ 31 janvier 1938, p. 9 (lire en ligne)
- Auteur inconnu, « Les voyages de Mlle Odette du Puigaudeau en Mauritanie et au Sahara », L'Ouest-Éclair,‎ 1938b, p. 2 (lire en ligne)
- Auteur inconnu, « A la Société des gens de lettres », La Dépêche de Brest, no 19984,‎ 1938a, p. 2 (lire en ligne).
- Esther van Loo, « Odette du Puigaudeau : l’envoûtée du Sahara », Climats, no 83,‎ 17 juillet 1947, p. 5 (lire en ligne)
- Agnès de Noblet, « Monique Vérité, odette du Puigaudeau, une bretonne au désert », Les Carnets de l'exotisme, Poitiers, Le Torii Editions, no 11 « Stramboulimies »,‎ 1993, pp. 137-138 (lire en ligne)
- Denise Brahimi, « Odette du Puigaudeau et la Mauritanie », Notre librairie, Paris, Clef,‎ 1er janvier 1995, pp. 64-74 (lire en ligne).

### Audiovisuel
- Brigitte Chevet, Odette du Puigaudeau, de la Bretagne au désert, Aber Images, France 3 Ouest, 26 min, 2000.
- Gérard Uginet, Odette du Puigaudeau l'aventurière inattendue, 24 Images / Tchack & Tchackôrama / Pictanovo / France Télévisions, 52 min, 2024[15]

### Radiophonie
- Odette du Puigaudeau et Marion Sénones, aventurières des sables, reportage radiophonique. Laure Allary (réal.). France. RFI. Rediffusé le 18 juin 2021 dans le cadre de l'émission Si loin si proche. Animée par Céline Develay-Mazurelle. [écouter en ligne]